# フランソワ・ピナール
ヤコブス・フランソワ・ピナール（Jacobus Francois Pienaar、1967年1月2日 - ）は、南アフリカ共和国の元ラグビー選手。ラグビーワールドカップ1995で優勝したラグビー南アフリカ代表のキャプテンとして有名である。

## プロフィール
- 南アフリカ・ハウテン州フェリーニヒング出身。
- 現役時代のポジションはフランカー(FL)。
- 身長 191cm、体重 108kg
- 南アフリカ代表通算キャップ数は29で、そのすべての試合でキャプテンを務めた。

## 経歴
1995年、自国開催のラグビーワールドカップ1995で南アフリカ代表を初出場初優勝に導き、キャプテンとして当時のネルソン・マンデラ大統領からウェブ・エリス・カップを受け取った。
そして2000年、現役を引退した。

## 関連作品
- 映画『インビクタス/負けざる者たち』（2009年） - 演：マット・デイモン[3]